# Корреа, Хулио
Хулио Корреа Мысковский (исп. Julio Correa Myzkowsky, 30 августа 1890, Асунсьон, Парагвай — 14 июля 1953, Луке, Парагвай) — парагвайский поэт и драматург, писавший в том числе на языке гуарани.

## Биография
Родился в смешанной португальско-польской семье. Публиковался с 1926 года. Начинал как модернист, но быстро порвал с этим течением, обратившись к национальным традициям и перейдя к народному языку. Писал пьесы, став основоположником национальной драматургии. Автор сборника политических стихов «Тело и душа» (1943). Наиболее известная пьеса «Так должно быть» (1965).
Был женат на актрисе Хеорхине Мартинес (исп. Georgina Martínez).

## Память
В его доме в Луке, где он жил последние годы, открыт музей.

## Сочинения
- гуарани / испанский:
- Karai Eulogio / Señor Eulogio
- Ñane mba’era’y / Lo que no puede ser nuestro
- Guerra aja / Durante la guerra
- Tereho jevy fréntepe / Regresa al frente
- Pleito rire / Después del pleito
- Péicha guarante / Así nada más
- Sandía yvyguy / Sandía enterrada
- Karu poka / Comer Poco
- Honorio Causa / A causa de Honorio
- Po’a nda ja jokoi / A la suerte no se la detiene
- Sombrero Ka'a /